# 오명근 (1953년)
오명근(1953년 5월 25일 ~ )은 대한민국의 경기도의회 의원이다.

## 학력
- 평택한광고등학교 졸업
- 평택대학교 사회복지학과 졸업
- 평택대학교 사회복지대학원 아동청소년복지학과 졸업(청소년복지학 석사)

## 경력
- 상록산업장학회 회장
- 평택시학교운영위원회 장학위원장
- 상록산업 대표
- 2010.07 ~ 2014.06: 제6대 경기도 평택시의회 의원
- 2014.07 ~ 2018.04: 제7대 경기도 평택시의회 의원
- 2018.07 ~ 2022.06: 제10대 경기도의회 의원

## 역대 선거 결과
|  | 48.6% |

|  | 19.34% |

|  | 26.5% |

|  | 38.15% |

|  | 60.49% |